# Siphiwe Tshabalala
Siphiwe Tshabalala (nascut a Soweto, Sud-àfrica, el 25 de setembre del 1984) és un futbolista sud-africà que actualment juga d'extrem esquerre al Kaizer Chiefs de la Premier Soccer League i per la selecció de Sud-àfrica. Va ser el primer jugador a marcar un gol a la Copa del Món de Futbol de 2010.